# آرام جنوبی (فیلم ۱۹۵۸)
آرام جنوبی (انگلیسی: South Pacific) فیلمی در ژانر موزیکال به کارگردانی جاشوا لوگن است که در سال ۱۹۵۸ منتشر شد.

## بازیگران
- روسانو براتزی
- میتزی گینور
- جان کر
- ری والستن
- ران ایلای
- ریچارد هریسون
- جان گابریل
- هوانیتا هال